# Рогволод
Рогволо́д (др.-сканд. Ragnvaldr, Rögnvaldr, церк.-слав. Рогъволодъ, Роговолодъ; ок. 920—978, Полотеск) — князь полоцкий. Отец Рогнеды, участник событий междоусобной борьбы в 975—980 годах.

## Этимология имени
Согласно господствующему в современной науке мнению, в частности Макса Фасмера, Е. А. Рыдзевской, Т. Н. Джаксон и Е. А. Мельниковой, имена Рогволода и Рогнеды являются скандинавскими, переданными русскими летописцами в славянизированной форме. Известны скандинавские прототипы имён: Рогволод — Рёгнвальд (др.-сканд. Ragnvaldr, Rögnvaldr), Рогнеда — Рагнхильд (Ragnheiđr, Ragnhildr).
Ряд дореволюционных русских историков — П. В. Голубовский, Н. И. Костомаров, М. В. Довнар-Запольский — сомневались в варяжском происхождении Рогволода. Они объясняли происхождение имени Рогволода от славянских слов «рог» и «волод» («владеть рогом» — означает «обладать властью»). По данному принципу образовано славянское имя Всеволод. По мнению историка Л. В. Алексеева, имя Рогволод могло происходить как от скандинавского Рогвольд, так и от славянских корней «владеть» и «рог».

## Исторические свидетельства
Сведения о Рогволоде содержатся в русских летописях под 980 и 1128 годами и могут восходить как к одному источнику, так и к разным устным источникам.
«Повесть временных лет» под 980 годом (запись содержится как в Ипатьевском, так и в Лаврентьевском списках):
Владимир Святославич вернулся в Новгород с варягами… И послал к Рогволоду в Полоцк сказать: «Хочу дочь твою взять себе в жены». Тот же спросил у дочери своей: «Хочешь ли за Владимира?». Она ответила: «Не хочу разуть сына рабыни, но хочу за Ярополка». Этот Рогволод пришел из-за моря и держал власть свою в Полоцке, а Тур держал власть в Турове, по нему и прозвались туровцы. И пришли отроки Владимира и поведали ему всю речь Рогнеды — дочери полоцкого князя Рогволода. Владимир же собрал много воинов — варягов, словен, чуди и кривичей — и пошел на Рогволода. А в это время собирались уже вести Рогнеду за Ярополка. И напал Владимир на Полоцк, и убил Рогволода и двух его сыновей, а дочь его взял в жены.

Суздальская летопись по Лаврентьевскому списку под 1128 год:
Об этих же Всеславичах так рассказывают сведущие. Рогволод владел Полоцкой землёй, и держал её, и княжил в ней. А Владимир находился в Новгороде, ещё малолетним и язычником, и был у него дядя Добрыня воевода — храбрый и распорядительный муж, и он послал к Рогволоду, прося у него дочь за Владимира… Этот Рогволод пришел из заморья и владел Полоцком… Добрыня, наполнился яростью, и, взяв воинов, пошел на Полоцк и победил Рогволода. Рогволод же бежал в город, и подступили к городу, и взяли город, и самого князя Рогволода взяли, и жену его и дочь его; и Добрыня, в оскорбление ему и дочери его, нарек ей сына рабыни, и повелел Владимиру быть с ней перед отцом её и матерью. Потом Владимир отца её убил, а саму взял в жены… Она же сказала: «Опечалилась я, ибо отца моего убил и землю его пленил ради меня…»… И с тех пор взимают меч Рогволожи внуки против Ярославовых внуков.
Историк В. Н. Татищев передаёт информацию о Рогволоде из спорной Иоакимовской летописи: «Владимир, возвратясь от Варяг с войском и собрав новогородцев, пошёл на полоцкого князя Рохволда, потому что тот завоевал волости новогородские». То есть Рогволод здесь изображён не просто вассалом и возможным тестем Ярополка, но и активным его союзником в междоусобной борьбе 975—978 годах.

## Историография

### Историчность
Историки не полностью доверяют летописи, называя её сведения преданием о Рогволоде. Е. А. Рыдзевская не отрицает возможности и того, что «предание о Рогволоде как о норманне родом» может быть лишь династическим, «в духе, например, тех уже совершенно фантастических генеалогий, какие известны в русской историографии московского периода». Возможно, предание восходит к исторической песне, сложившейся в Полоцкой земле не позднее конца XI — начала XII века.
Таким образом, существует две версии происхождения князя. По одной он представитель местной династии. По другой версии Рогволод — викинг Рёгнвальд, «пришедший из заморья».
Ю. В. Коновалов отождествляет его с Рёгнвальдом Достославным (Олафсоном), конунгом в Вестфольде. «Эта песнь называется Перечень Инглингов. Рёгнвальд был сыном Олава Альва Гейрстадира, брата Хальвдана Чёрного. В этой песне названы тридцать предков Рёгнвальда…» Рёгнвальд Олафсон был норвежцем и жил в IX веке, сведений о нём не сохранилось.
По мнению М. Н. Самоновой, исходя из содержания известий Новгородской первой летописи младшего извода и «Повести временных лет» под 6488 (980) годом можно предположить, что вместе с Рогволодом прибыл Туры (форма имени «Туры» — в Лаврентьевском списке «Повести временных лет», Новгородской первой летописи младшего извода, форма имени «Тур» — в Ипатьевском списке «Повести временных лет»). Упоминание скандинавского имени Туры (др.-сканд. Þórir) в одном хронологическом и событийном контексте с другими скандинавскими именами — Рогволод (др.-сканд. Ragnvaldr/Rögnvaldr) и Рогнеда (др.-сканд. Ragnheiđr/Ragnhildr) указывает на высокую вероятность родственной связи Рогволода с Туры. Свидетельства генеалогической связи Рогволода и Туры со знатными норвежскими родами были выявлены в «Саге о Харальде Прекрасноволосом» из «Круга Земного», а также в «Саге о Хрольве Пешеходе». В последней саге содержатся сведения о походе Хрольва по Западно-Двинскому пути, а также присутствует сюжет схожий с повествованием о Рогволоде, Рогнеде и Владимире. Из «Саги о Харальде Прекрасноволосом» известно, что Хрольв Пешеход был сыном Рёгнвальда Эйстейнссона, ярла Мёра и ближайшего соратника норвежского конунга Харальда Прекрасноволосого. Саги свидетельствуют, что сыновья Рёгнвальда Эйстейнссона использовали Западно-Двинский путь для осуществления грабительских походов. Более того, только в роду ярла Мёра встречается уникальное сочетание трёх имён, а именно Рёгнвальд, Турир, Рагнхильд, которые в их славянской интерпретации упоминаются в летописях под 980 годом как Рогволод, Туры, Рогнеда. Таким образом, Рогволод и Туры могли являться внуками или правнуками Рёгнвальда Эйстейнссона.
Е. А. Мельникова и Т. Н. Джаксон усматривают схожесть сведений летописи и скандинавской саги «Прядь об Эймунде» (конец XIII века), в которой решается вопрос о владении скандинавами Полоцком. Рассказ о таком владении в 1015—1019 годах историки считают вымыслом, в основе которого лежит воспоминание о варяжском князе Полоцка. В саге активным участником является также ярл Рёгнвальд Ульвссон, приближённый и родственник шведки Ингигерд, жены Ярослава Мудрого, который правил в Ладоге. Несмотря на литературность, Рёгнвальд Ульвссон скорее является исторической личностью и не может быть отождествлён с Рогволодом Полоцким, хотя и носил, как полагают, такое же имя, а его предполагаемый потомок новгородец Гюрята Рогович был информатором летописца (под 1096 годом). Эти обстоятельства нужно принимать во внимание лишь в том случае, если признавать сведения о Рогволоде легендарными, а имя — вымышленным.
Имя Рогволод было дано сыну и внуку Всеслава Полоцкого (вторая половина XI века). Полоцкие князья, чуждавшиеся потомства Владимира, сами себя считали Рогволодовыми внуками — по женской линии. И отчину свою вели не от пожалования Владимира Изяславу, а по линии наследования от Рогволода. Таким образом, несмотря на легендарность источников о князе Рогволоде, можно не сомневаться в его историчности, так как упоминания о его дочери Рогнеде носят ранний летописный характер и восходят к первой половине XI века.
В западной историографии существует мнение о том, что на Руси было две скандинавские династии — Рюриковичи и Рогволодовичи. Датский ученый А. Стендер-Петерсен считал, что на Руси образовалось два скандинаво-славянских государства — Новгородско-Киевское и Полоцкое. Данное положение автор подкреплял свидетельством повести временных лет о княжении в Полоцке Рогволода и скандинавским происхождением его имени. Американо-украинский историк Омельян Прицак считал, что полоцкая династия была единственной из древних скандинавских династий, которая сумела уцелеть в борьбе с Рюриковичами.

### Датировка событий
Летописная датировка весьма условна. Исходя из «Повести временных лет» междоусобная война между сыновьями Святослава началась в 975 году, а Владимир, бежав в период усобицы, вернулся в Новгород и напал на Полоцк не ранее 977 года, а завершилась борьба, в ходе которой был убит Рогволод, не позднее 980 года.
Иаков Черноризец (XI век) с одной стороны подтверждает дату «980 год», говоря, что Владимир вокняжился на 8-й год после смерти Святослава (972 год), но при этом указывает точную дату завершения усобицы — 11 июня 6486 года, то есть 978 год. Эта дата была известна и автору «Повести временных лет», так как он начал рассказ об усобице сыновей Святослава под 977 годом, а под 1054 годом указал, что Ярослав Мудрый, сын Рогнеды, прожил 76 лет, то есть летописец ориентировался на тот же 978 год. Если принять эти сведения за достоверные, Рогволод не мог быть убит позднее, чем в 978 году.
В 2007 году в ходе археологических раскопок были обнаружены вещи и слои конца X века со следами огромного пожарища. Возможно, дальнейшие исследования раскроют события, связанные с убийством Рогволода, более детально и дадут точную их датировку.

## Дети
У Рогволода от неизвестной жены было два сына, убитых вместе с отцом при захвате Полоцка Владимиром Святославичем, также дочь Рогнеда, насильно взятая Владимиром в жены. Потомками Рогволода были не только полоцкие князья, но и Ярославичи, так как Ярослав Мудрый несколько раз назван летописцем сыном Рогнеды.

## Образ в кино
- «Рогнеда» (1911) — режиссёр Владимир Кривцов, по сценарию А. В. Амфитеатрова. В роли Яков Протазанов
- «Викинг» (Россия, 2016) режиссёр Андрей Кравчук, в роли Рогволода — Андрей Смоляков